# Ardisia nigrita
Ardisia nigrita är en viveväxtart som beskrevs av Cyrus Longworth Lundell. Ardisia nigrita ingår i släktet Ardisia och familjen viveväxter. Inga underarter finns listade i Catalogue of Life.